# Ugo II di Blois-Châtillon
Ugo di Blois-Châtillon in francese: Hugues II de Châtillon (1258 – 1307) fu conte di Saint-Pol, dal 1289 al 1291, poi Conte di Blois e di Dunois, dal 1291 alla sua morte.

## Origine
Ugo, secondo sia il Dictionnaire de la noblesse che la Histoire de la maison de Chastillon-sur-Marne, era il figlio primogenito del conte di Saint-Pol, Guido III di Châtillon-Saint-Pol e di Matilde del Brabante (1224 – 1288), che, secondo la Genealogia Ducum Brabantiæ Heredum Franciæ era figlia del duca di Brabante, Enrico II e di Maria di Svevia, che, secondo gli Annales Marbacenses era la figlia femmina secondogenita del Duca di Toscana, duca di Svevia e re di Germania, Filippo di Svevia e di Irene Angelo, principessa bizantina che era stata principessa consorte di Sicilia (moglie di Ruggero III di Sicilia, dal 1192 al 1193).

Secondo sia il Dictionnaire de la noblesse che la Histoire de la maison de Chastillon-sur-Marne, Guido III di Châtillon-Saint-Pol era il figlio secondogenito del conte di Saint-Pol e conte di Blois, Ugo di Châtillon († 1248) e della contessa di Blois, Maria d'Avesnes, che era figlia di Gualtiero d'Avesnes e della moglie (come conferma la Chronica Albrici Monachi Trium Fontium), Margherita di Blois, figlia del conte di Blois, Tebaldo V.

## Biografia
L'origine di Ugo viene confermata anche dal Balduinus de Avennis Genealogia, che precisa che la madre, Matilde del Brabante, era al suo secondo matrimonio, in quanto era vedova di Roberto di Francia (1216 – 1250), conte d'Artois, al quale aveva dato due figli: Bianca (1248-1302) e Roberto.
Nel 1289, secondo sia il Dictionnaire de la noblesse che la Histoire de la maison de Chastillon-sur-Marne, nel mese di marzo, suo padre, Guido, morì e Ugo gli succedette come conte di Saint-Pol.
Sua cugina, la Contessa di Blois e di Dunois, Signora d'Avesnes, di Leuze e di Guise, Giovanna morì nel 1291, come ci riferisce sia il Chronicon Guillelmi de Nangiaco, che la Histoire de la maison de Chastillon-sur-Marne; il Dictionnaire de la noblesse riporta che Giovanna morì il 19 gennaio, mentre gli Obituaires de Sens Tome II, Eglise cathédrale de Chartres, Obituaire Patin, riportano la morte il 29 gennaio 1292.
Ugo le succedette nella contea di Blois, come Ugo II, mentre i territori portati in dote dalla madre di Giovanna, Alice di Bretagna, furono spartiti tra Giovanni II di Bretagna, fratello di Alice ed Ugo II di Blois-Châtillon, come confermano le Mémoires pour servir de preuves à l'histoire ecclésiastique et civile de Bretagne.
Inoltre il Chronicon Guillelmi de Nangiaco, oltre a confermarci che Ugo succedette a Giovanna, ci dice che Ugo cedette la contea di Saint-Pol a suo fratello, Guido.
Verso il 1295 ebbe un contenzioso conio suocero, Guido di Dampierre, Conte di Fiandra e Marchese di Namur ed il fratellastro uterino, Roberto II, conte d'Artois, che fu portato alla corte di Francia, al re Filippo IV il Bello.
Verso il 1300, Ugo si ammalò gravemente e fece testamento e, tra gli altri nominò come esecutrice la moglie, Beatrice di Fiandra.
Ugo morì nel 1307, come ci viene confermato dalla Histoire de la maison de Chastillon-sur-Marne, ed il figlio primogenito, Guido gli succedette nella Contea di Blois.

## Matrimonio e discendenza
Ugo, secondo la Histoire généalogique de la maison royale de Dreux (Paris), Luxembourg, nel 1287, aveva sposato Beatrice di Fiandra, figlia del Conte di Fiandra e Marchese di Namur, Guido di Dampierre, e della contessa di Namur, Isabella di Lussemburgo, come conferma la Histoire ecclésiastique et civile du duché de Luxembourg et comté ..., Volume 5.
Ugo da Beatrice ebbe due figli:
- Guido ( † dopo il 1342), Conte di Blois[2]
- Giovanni ( † 1329)[2].

### Fonti primarie
- (LA)  Monumenta Germaniae Historica, Scriptores, tomus XXIII.
- (LA)  Monumenta Germaniae Historica, Scriptores, tomus XXV.
- (LA)  Monumenta Germaniae Historica, Scriptores, tomus XVI.
- (LA)  Obituaires de la province de Sens. Tome 2.
- (LA)  Archives de la Maison-Dieu de Châteaudun.
- (LA)  Recueil des historiens des Gaules et de la France. Tome 13.
- (LA)  Recueil des historiens des Gaules et de la France. Tome 20.

### Letteratura storiografica
- (FR)  Histoire ecclésiastique et civile du duché de Luxembourg et comté ..., Volume 5.
- (FR)  Histoire généalogique de la maison royale de Dreux (Paris), Luxembourg.
- (FR)  Dictionnaire de la noblesse.
- (FR)  Histoire de la maison de Chastillon-sur-Marne.